# Czyrwonaja Charkauka
Czyrwonaja Charkauka (biał. Чырвоная Харкаўка; ros. Красная Харьковка, Krasnaja Charkowka) – wieś na Białorusi, w obwodzie witebskim, w rejonie orszańskim, w sielsowiecie Babiniczy, nad doliną Dniepru i w pobliżu granic Orszy.